# Sackung
Unter Sackung versteht man in der Geophysik und Geologie eine vom Druck auflastender Schichten unabhängige Setzungsart in alpinen Tälern und bei steilen Böschungen. Im oberen Teil der Sackung finden vorwiegend Geländesenkungen statt, im unteren hingegen Geländehebungen.
Geomorphologisch hat eine Sackung Ähnlichkeiten mit einer Hangrutschung, doch ihre Dynamik unterscheidet sich deutlich davon: einerseits verläuft sie wesentlich langsamer (cm…dm pro Jahr), andererseits erfährt ein Teil der Gesteinsmassen eine Umwälzung, d. h. Rotation um annähernd horizontale Achsen. Sackungen beschränken sich nicht auf Lockergesteine, sondern sind auch in verfestigten Gesteinen beobachtet worden, z. B. bei den Felssackungen an den Hängen des Aletschgletschers.
Die physikalischen Ursachen solcher Massenbewegungen sind erst teilweise erforscht. Sie können sich als ein langsames Fließen äußern, wenn sich z. B. durch Haftwasser die Kohäsion der Bodenteilchen verringert. Durch die Nachgiebigkeit eines durchfeuchteten Bodens und der oberflächennahen Lockergesteine kommt es zu einer Versteilung und teilweise auch Faltenbildung im unteren Hangdrittel, was bis zum Talzuschub führen kann. Auch eine Änderung im Grundwasserspiegel oder in der Verteilung der Zugspannungen kann Sackungen auslösen, wenn etwa beim Rückgang von Gletschern eine steile Talflanke das Eis als Widerlager verliert.
Die Details und der zeitliche Verlauf hängen stark von den Korngrößen der oberflächennahen Gesteine bzw. Böden und der Bindigkeit ihres Gemenges ab. Maßzahlen dafür können u. a. der Reibungswinkel sein, der Tongehalt, der Wassergehalt der Poren oder der Feinstoffanteil im Gestein (Korngrößenverteilung). Indizien für einen laufenden Sackungsprozess sind Risse im Hang oder Klüftungen zwischen seinen Felsblöcken.
Die Sackungserscheinungen verlaufen umso rascher, je weniger das Material bereits  kompaktiert, d. h. durch überlagernde Schichten verdichtet ist. Die qualitative,  bodenmechanische Untersuchung solcher Berghänge in den Ostalpen wurde erstmals in den 1970er Jahren in Projekten des schweiz-österreichischen Geophysikers Adrian Scheidegger untersucht.
Von Sackung wird bisweilen auch bei Rekultivierungen und bei Pflanzsubstraten im Gartenbau gesprochen, obwohl es sich hier um eine Setzung handelt. Bei Pflanzerde-Schüttstoffmischungen liegt sie etwa zwischen 10 und 15 Prozent, bei entwässerten Moorböden bei 1 cm/Jahr.